# جاده برفی
جاده برفی (انگلیسی: Snowy Road؛‏ کره‌ای: 눈길) فیلم درام تاریخی محصول کره جنوبی سال ۲۰۱۵ به کارگردانی لی نا جونگ است که داستان سرنوشت دو دختر نوجوان را به عنوان زنان آسایشگر در زمان استعمار ژاپن بر کره روایت می‌کند. این فیلم در ابتدا از شبکه کی‌بی‌اس۲ در قالب یک ویژه تلویزیونی دو قسمتی پخش شد و سپس برای اکران سینمایی دوباره تدوین شد. این فیلم نخستین بار در شانزدهمین جشنواره بین‌المللی فیلم جونجو به نمایش درآمد. جاده برفی در ۱ مارس ۲۰۱۷ در سینماهای کره جنوبی اکران شد.